# Erich Hoepner
Erich Kurt Richard Hoepner, (Frankfurt (Oder), 14 september 1886 - Berlijn-Plötzensee, 8 augustus 1944) was een Duitse officier en Generaloberst tijdens de Tweede Wereldoorlog. Hij was tevens verzetsstrijder in het complot van 20 juli 1944.

## Leven
Erich Hoepner was de zoon van de arts Kurt Hoepner en zijn vrouw Elisabeth (geboren Kienast). In 1890 verhuisde zijn de familie naar Berlin-Charlottenburg. Vanaf 1893 zat hij op het Keizerin Augusta-gymnasium, waar hij in maart 1905 zijn Abitur haalde.
In juni 1909 trad Hoepner als Fahnenjunker in dienst van het Schleswig-Holsteinisches Dragoner-Regiment Nr. 13 in (vesting Metz). In 1910 trouwde Hoepner met Irma Gebauer. Irma was de dochter van de ondernemer Julius Gebauer. Uit dit huwelijk kwamen drie kinderen voort. In oktober 1913 werd hij naar de Pruisische militaire academie in Berlijn gecommandeerd.

### Eerste Wereldoorlog
Vanaf augustus 1914 was Hoepner een ordonnansofficier in het 14e Legerkorps. Vanaf 1916 diende hij aan het front. Tijdens het verloop van de oorlog werd Hoepner bevorderd tot Rittmeister en meervoudig onderscheiden.

### Interbellum
In 1920 werd Erich Hoepner chef van een eskadron in het Reiter-Regiment 2 gelegerd in (Allenstein in Oost-Pruisen).
In 1933 werd Hoepner tot chef van de Generale Staf van het militair district in Koningsbergen benoemd. In 1933 volgde zijn bevordering tot Oberst. Hij was tegen deze tijd al chef van de staf van het Gruppenkommando I in Berlijn. In 1937 volgde zijn bevordering tot Generalmajor. Hij was commandant van de 1. leichten Division in Wuppertal. Op 30 januari 1938 werd Hoepner tot Generalleutnant bevorderd. In de laatste maanden voor het uitbreken van de Tweede Wereldoorlog, diende Hoepner als een General der Kavallerie en bevelvoerend-generaal van het 16e Legerkorps in Berlijn.

### Tweede Wereldoorlog
Tijdens de Poolse Veldtocht was Hoepner bevelvoerend-generaal van het 16e Legerkorps (gemotoriseerd); dit bestond uit: twee pantser- en twee infanteriedivisies, en stond onder het bevel van het 10e Leger. Op 27 oktober 1939 werd Hoepner met het Ridderkruis van het IJzeren Kruis onderscheiden. In de gelijke functie van bevelvoerend-generaal nam hij aan de slag om Frankrijk deel, en was betrokken bij de slagen om Hannuit en Gembloers. Op 19 juli 1940 werd hij bevorderd tot Generaloberst.
Op 2 mei 1941 formuleerde Hoepner in de „opmars- en gevechtsinstructie Barbarossa“ zijn mening voor de komende oorlog:
„De oorlog tegen Rusland is een belangrijke hoofdstuk in de strijd om het bestaan van het Duitse volk. Het is de strijd van de Germanen tegen de Slavische volkeren, en de afweer tegen het Joods-bolsjewisme. Deze strijd moet het doel hebben de vernietiging van het huidige Rusland, en daarom met ongehoorde hardheid gevoerd worden. Elke gevechtsactie moet in opzet en uitvoering met ijzeren wil en genadeloosheid, en complete vernietiging van de vijand gevoerd worden. In het bijzonder is er geen bescherming voor de dragers van het hedendaagse Russische bolsjewistisch systeem.“
 – Generaloberst Hoepner –
In het begin van 1941 werd het korps hernoemd in de Pantsergroep 4. In juni 1941 had Hoepner als bevelhebber aan het begin van de Russische Veldtocht het 41e Legerkorps en het 56e Pantserkorps (gemotoriseerd), met gezamenlijke zeven divisies, ter beschikking. Met zijn troepen vocht hij in de dubbele slag om Vjazma en Brjansk. Aansluitend werd de Pantsergroep in december 1941 naar het 4e Pantserleger opgewaardeerd. Dit grootverband bestond nu uit vijf legerkorpsen, bestaand uit twaalf divisies. Hoepner was in die tijd naast Guderian, Hoth, Kleist en Rommel een van de meest succesvolste en bekendste tankleiders.
Tijdens de aanval op de Sovjet-Unie in 1941, commandeerde Hoepner als commandant van het 41e Legerkorps en het 56e Pantserkorps het „standrechtelijk executeren van Russische politieke commissarissen in uniform“ en bovendien ook „de gelijke behandeling van de civiele commissarissen“. Dit bevel schond het internationale recht en ging dus verder dan het Kommissarbefehl, die het willekeurige doden van partijleden en administratieve functionarissen niet eiste.

## Verzet
Vanaf 1935 maakte Hoepner via zijn meerdere Ludwig Beck contact met het Duitse verzet. In september 1938, tijdens de Sudetencrisis, stelde hij zichzelf en zijn divisie ter beschikking van de verzetsgroep rond Beck en Franz Halder voor een geplande staatsgreep tegen Hitler.
Op 8 januari 1942 werd Erich Hoepner door Hitler wegens „lafheid en ongehoorzaamheid“ en oneervol uit de Wehrmacht ontslagen. Dit nadat hij tijdens het Russische winteroffensief het bevel om tegen elke prijs stand te houden (Durchhaltebefehl) negeerde, en zijn eenheid zich tactisch had laten terugtrekken. Dit resulteerde in het verlies van alle medailles en onderscheidingen, evenals het verlies van het recht om een uniform te dragen. Hoepner beargumenteerde tegenover Generalfeldmarschall von Kluge zijn beslissing: „Heer Generaal-Veldmaarschalk, ik heb plichten, die hoger zijn dan de plichten jegens u en de plichten jegens de Führer. Dit zijn de plichten jegens de troepen die aan mij toevertrouwd zijn.“
Op 12 januari keerde hij terug naar Berlijn, om zich tegen Hitler te verdedigen. Hitler had van striktere formele juridische en civiele procedures gebruik moeten maken om Hoepner te ontslaan. Daarom gaf de Rijksdag op 26 april 1942 de "Führer" een gemachtigd besluit waarna hij elke Duitser uit zijn functie kon verwijderen zonder te voldoen aan de bestaande wetgeving.
In de zomer van 1943 verhuisde Hoepner met zijn familie naar zijn zuster in Bredereiche (hedendaags: Fürstenberg/Havel). In de herfst van 1943 werd hij ingewijd in de plannen van de aanslag, en om ondersteuning gevraagd. Op 19 juli 1944 keerde Erich Hoepner terug naar Berlijn. Tijdens de mislukte aanslag en poging tot staatsgreep op 20 juli 1944, bevond Hoepner zich in het Bendlerblock. Hij zou bij een succesvolle staatsgreep de opperbevelhebber van het vaderlands oorlogsgebied (Oberbefehlshaber im Heimatkriegsgebiet) worden. Daar werd hij in de vroege uren van 21 juli gearresteerd.
Tijdens de eerste processen op 7 en 8 augustus 1944 werd Hoepner in het Volksgerichtshof van verraad beschuldigd. Medeverdachte waren onder andere Generalfeldmarschall Erwin von Witzleben, het gehele proces werd door Roland Freisler persoonlijk geleid. Hoepner verklaarde:
Ik wilde deze dwaas uit de weg ruimen. En als je me zou vragen of ik deze handeling weer zou herhalen, dan zou ik antwoorden met ja. Freisler antwoordde hierop met zwijn!— Erich Hoepner tegenover Roland Freisler; geciteerd in: Dr. Gerd F. Heuer: Die Generalobersten der Heeres; Inhaber höchster deutscher Kommandostellen 1933-1945, p.114.
Op 8 augustus werd Hoepner tot de dood veroordeeld. Het vonnis werd op nadrukkelijk bevel van Hitler nog dezelfde dag door ophanging in het gevangenis van Plötzensee voltrokken.

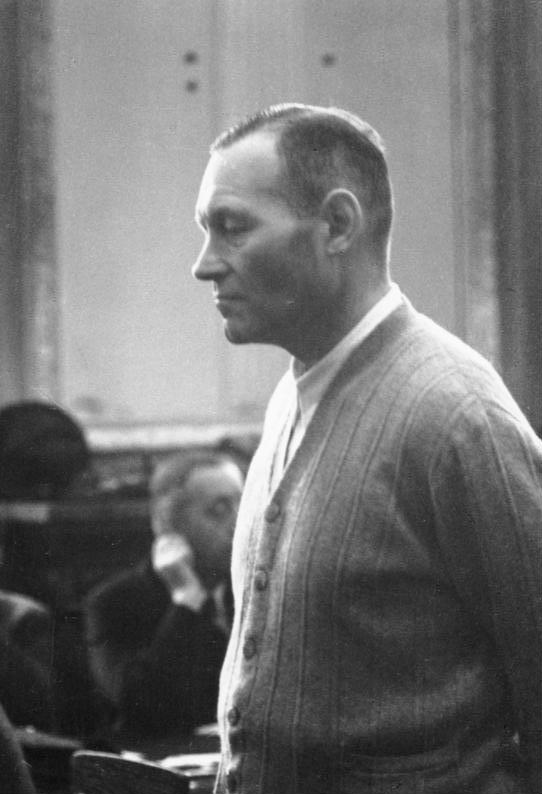
Erich Hoepner voor het Volksgerichtshof, juli 1944.

### Familie
Onder de nazipraktijk van Sippenhaftung (collectieve bestraffing) werden Hoepners vrouw, dochter, zoon (een Major in het Heer), broer en zus gearresteerd. De vrouwen werden naar het concentratiekamp Ravensbrück gestuurd. Zijn zus werd weer snel vrijgelaten, maar zijn vrouw en hun dochter werden in de beruchte Strafblock geplaatst voor een aanvullende straf van vier weken. Hoepners zoon werd eerst vastgehouden in een speciaal opgezet kamp in Küstrin (hedendaags Kostrzyn nad Odrą), en vervolgens naar het concentratiekamp Buchenwald gestuurd.

## Eerbetoon
- 1956: hernoeming van het "Gymnasium Charlottenburg" - opvolgersinstelling van de "keizerin Augusta Gymnasium", de voormalige school Hoepners - in de Bayernallee (Berlijn-Westend) door een BVV-beslissing van het district Berlin-Charlottenburg in de "Erich Hoepner High School". In 2006 werd door de schooladministratie een langdurig proces voor het hernoemen van de school gestart; sinds 1 augustus 2008 wordt het gymnasium nu "Heinz-Berggruen-Gymnasium" genoemd.[13]
- 1969: Het noemen van een voormalige Wuppertal-kazerne in Generaloberst-Hoepner-Kaserne (nu gesloten).
- Elke "Erich-Hoepner-Straße" in Düsseldorf en Neuss en een Hoepnerstraße in Leipzig en een straat "Erich-Hoepner-Ring" in Wuppertal. Deze bevindt zich op het terrein van de voormalige Generaloberst-Hoepner-Kaserne.
- 1996: De „Wilhelm-Florin-Straße" in Leipzig werd hernoemd in de „Hoepnerstraße", zoals deze ook tussen 1947 en 1965 genoemd werd.
- Een inscriptie op de grafsteen van zijn vrouw Irma Hoepner (geboren Gebauer) op de Waldfriedhof Zehlendorf in Berlijn herinnert aan hem.[14]

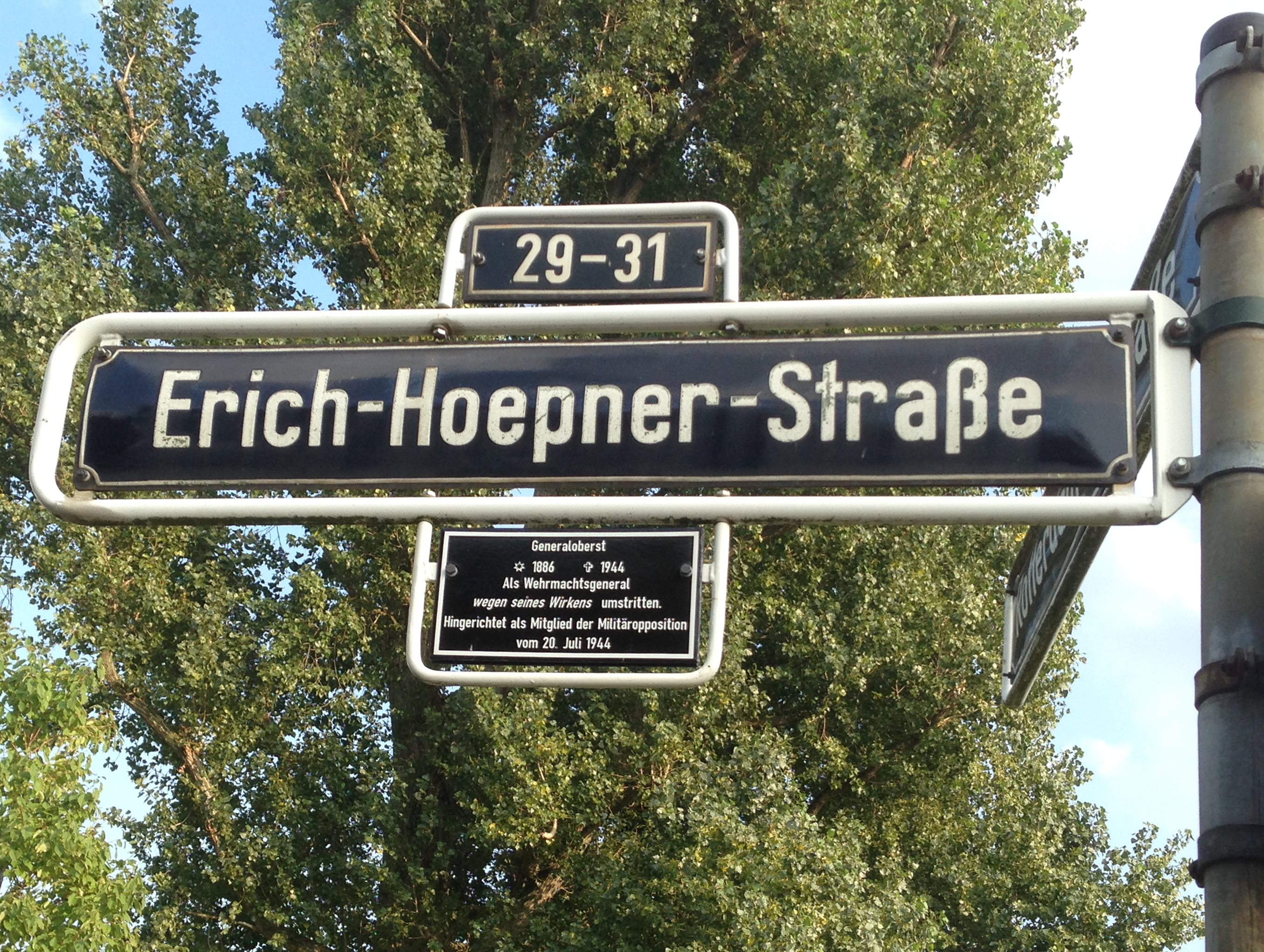
Erich Hoepner straat in Düsseldorf, september 2017.

## Militaire loopbaan[15]
- Fahnenjunker: 10 maart 1905[3][7][9][16]
- Fähnrich: 18 november 1905[7]
- Leutnant: 18 augustus 1906[7][16](benoemingsakte (Patent) vanaf 15 februari 1905)[3][9]
- Oberleutnant: 17 februari 1914[7]
- Rittmeister: 18 juni 1915[7]
- Major: 1 februari 1926[7][16]
- Oberstleutnant: 1 april 1930[7][17]
- Oberst: 1 februari 1933[7][17]
- Generalmajor: 1 januari 1936[7][16][17][18]
- Generalleutnant: 30 januari 1938[7][16][18][18][19](benoemingsakte (Patent) vanaf 1 augustus 1937)[17]
- General der Kavallerie: 20 april 1939[7][16][18] - 1 april 1939[3][18][19]
- Generaloberst: 19 juli 1940[3][7][16][18][19][20]

## Onderscheidingen[15]
- Ridderkruis van het IJzeren Kruis op 27 oktober 1939 als General der Kavallerie en bevelvoerend-generaal van het 16e Legerkorps[3][7][16][17][18][21][22]
- Ridderkruis in de Huisorde van Hohenzollern met Zwaarden[7][9][16]
- IJzeren Kruis 1914, 1e Klasse en 2e Klasse[7][9][22]
- Ridder der Tweede Klasse in de Frederiks-Orde met Zwaarden[7][9][16]
- Erekruis voor Frontstrijders in de Wereldoorlog[7][21] in 1934[16]
- Dienstonderscheiding van Leger en Marine, 1e Klasse (25 dienstjaren)[7] op 2 oktober 1936[16]
- Herhalingsgesp bij IJzeren Kruis 1939, 1e Klasse (9 oktober 1939) en 2e Klasse (9 oktober 1939)[7][16][21][22]
- Panzerkampfabzeichen[16]
- Hij werd viermaal genoemd in het Wehrmachtsbericht. Dat gebeurde op:
- 6 augustus 1941[23]
- 18 oktober 1941[24]
- 19 oktober 1941[24]
- 21 oktober 1941[25]

- Gemeinsame Normdatei: 118552120
- International Standard Name Identifier: 0000 0000 2010 7885
- Nationale Bibliotheek van Polen: a0000002590224
- SNAC: w6h45d89
- Système universitaire de documentation: 103554122
- Virtual International Authority File: 803819
- WorldCat: E39PBJB8pTddRjGtfcXqgyYgKd